# Anna Dembska
Anna Renata Dembska – polska chemiczka, dr hab. nauk chemicznych, profesor uczelni i kierownik Zakładu Chemii Bioanalitycznej Wydziału Chemii Uniwersytetu im. Adama Mickiewicza w Poznaniu.

## Życiorys
27 września 2018 habilitowała się na podstawie pracy zatytułowanej Fluorescencyjne sondy oligonukleotydowe bazujące na czteroniciowych formach DNA. Została zatrudniona na stanowisku adiunkta w Pracowni Chemii Bioanalitycznej na Wydziale Chemii Uniwersytetu im. Adama Mickiewicza.
Jest profesorem uczelni i kierownikiem w Zakładzie Chemii Bioanalitycznej na Wydziale Chemii Uniwersytetu im. Adama Mickiewicza w Poznaniu, a także członkiem Rady Dyscypliny Naukowej - Nauk Chemicznych UAM.